# 1954年鐵路
此條目列出1954年發生有關鐵路運輸的事件。

## 事件

### 1月

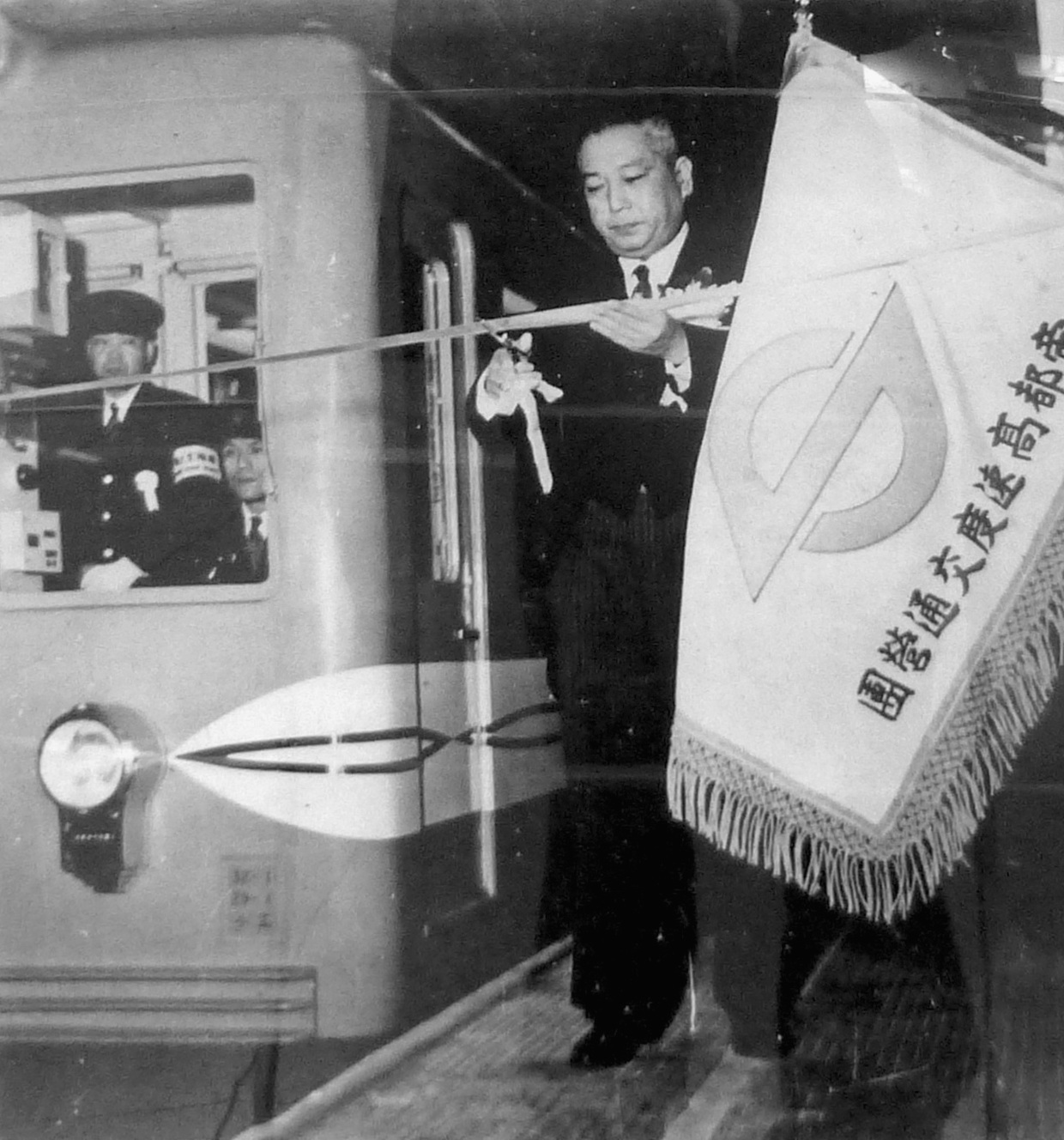
丸之內線在池袋站舉行通車典禮

- 1月20日：營團地下鐵（現為東京地下鐵）丸之內線通車，是東京第二條地鐵路線和第二次世界大戰後第一條興建的路線，來往池袋站至御茶之水站。
- 1月24日：克里夫蘭最後一次開行有軌電車。

### 2月
- 2月21日：法國國鐵開行電力機車達到每小時243公里，創下世界紀錄。

### 3月
- 3月14日：莫斯科地鐵環狀線由白俄羅斯站延長至高爾基中央文化與休憩公園站，至此環狀線全線通車，正式成環。
- 3月30日：多倫多地鐵央街地鐵第一段通車，是加拿大第一條地下地鐵路線[1][2]。

### 9月
- 9月24日：莫斯科地鐵阿爾巴特-波克羅夫卡線由伊茲邁洛夫斯基站延長至舊·五一站（英语：Pervomayskaya (closed)）。